# 丸山正雄
丸山 正雄（まるやま まさお、1941年6月19日 - ）は、日本のアニメーションプロデューサー。元・株式会社マッドハウス取締役社長、現・MAPPA代表取締役会長、スタジオM2代表取締役社長。
2002年に第7回アニメーション神戸特別賞、2003年に第23回藤本賞奨励賞をそれぞれ受賞した。

## 来歴
1941年、宮城県塩竈市に生まれる。
法政大学文学部を卒業後、やりたいことが見付からずに1年ほどフリーターのようなことをしていたが、知人の紹介で1965年に虫プロダクション（旧虫プロ）にアニメの会社とは知らずに入社する。
1972年、経営危機を迎えた虫プロから出崎統、りんたろう、川尻善昭ら、その後の日本のアニメ文化を牽引することになる作り手たちと共に独立して有限会社マッド・ハウス（現：株式会社マッドハウス）を設立、1980年には代表取締役社長に就任する。以降、数多くのOVAやテレビシリーズ、劇場作品の企画・プロデュースを手掛ける。
1993年公開の川尻善昭監督の映画『獣兵衛忍風帖』が、北米で『Ninja Scroll』というタイトルでビデオ発売され、50万本近い売上を記録するヒットとなった。
1998年公開の今敏監督の映画『パーフェクトブルー』が、日本公開に先駆けて海外の映画祭などで上映され、各地で称賛を浴びる。様々な賞を受賞し、世界21ヶ国での販売ライセンスを獲得した。
2002年公開の今敏監督の映画『千年女優』が、ドリームワークスにより世界配給される。
2006年、今敏監督の映画『パプリカ』が公開され、第63回ヴェネツィア国際映画祭のコンペティション部門に出品される。同年、細田守監督の東映アニメーション独立後初の映画『時をかける少女』が公開される。原作者の筒井康隆から『パプリカ』映像化の許諾を受けた時、同時に『時をかける少女』の許可も得ていた丸山は、細田がスタジオジブリの『ハウルの動く城』の監督を降板して東映に出戻ったすぐ後から彼に監督をさせようと接触していた。
2010年8月14日、今敏が急逝する。丸山は『パプリカ』公開後から今監督の次の映画『夢見る機械』の準備を進めていたが、これによって制作は中断したままとなっている。今の死後、4〜5年ほどは他の監督に引き継いでもらって完成させることを考えていたが、資金集めが上手く行かずにプロジェクトは中断。その後は資金の問題よりも「誰が今敏の才能を引き継ぐことができるか」という問題に直面し、やめることを決断した。
2011年6月にマッドハウスを退職すると、70歳にして阿佐ヶ谷に新たなアニメ制作会社・MAPPAを設立する。もともとはマッドハウス時代に担当した片渕監督の『マイマイ新子と千年の魔法』の後で次の作品として企画されていたのを引き継いだもので、設立当初からスタジオには、片渕須直監督作『この世界の片隅に』の制作ルームが置かれていた。しかし、資金が全く集まらず、制作は難航したが、2016年にようやく公開されると、日本国内では最長となる1133日連続ロングラン上映となり、累計動員数210万、興行収入27億円を突破するヒット作となった。MAPPA制作の最初のアニメ『坂道のアポロン』では、マッドハウス時代から何か一緒にやろうと話をしていた渡辺信一郎に声をかけた。当時、3年ほど仕事をしていなかった渡辺に、「君のような人が3年も仕事していないのは良くない」と監督を薦めたところ、「大塚学と組みたい」と言ってきたので、プロデューサーとして大塚もMAPPAに来ることになった。
2016年4月、プリプロダクション専門のアニメ制作会社・スタジオM2を設立する。MAPPA代表取締役の座を設立メンバーの大塚学に譲って自身は会長に退くと、新たに立ち上げたスタジオM2の社長に就任した。
2022年6月19日、81歳の誕生日でもあるこの日に生前葬を行った。

## 人物
日本のアニメ業界の黎明期からプロデューサーとして活躍している一人であり、「マッドハウス」や「MAPPA」など、有名アニメスタジオの設立者としても知られる。50年以上にわたって日本アニメの第一線に携わり続け、多くのクリエイターの才能を見出し、作品を企画・プロデュースすることで業界を支えてきた。
丸山のプロデューサーとしての能力はアニメ業界随一と言われ、川尻善昭監督の『妖獣都市』『獣兵衛忍風帖』『バンパイアハンターD』、今敏監督の全作品（『パーフェクトブルー』『千年女優』『東京ゴッドファーザーズ』『パプリカ』）、細田守監督の『時をかける少女』『サマーウォーズ』、片渕須直監督の『マイマイ新子と千年の魔法』『この世界の片隅に』など、ヒットメーカーたちの代表作・出世作を企画・プロデュースしている。
特に人材の才能を見抜き、起用する力はずば抜けており、彼がピックアップして世の中に送り出した才能としては、前述の今敏、細田守、片渕須直らがいる。2010年に他界した今敏については、全劇場作品にプロデューサーまたは企画で関わっており、亡くなる直前まで制作を進めていた映画『夢みる機械』でもプロデューサーを務めることになっていた。細田には、スタジオジブリの『ハウルの動く城』の監督降板で挫折して東映アニメーションも辞めることになった後に、フリーになって最初の劇場作品の監督のチャンスを与えている。またMAPPAは、片渕監督の『この世界の片隅に』をどうにかして世に出そうと設立したものだった。
それ以外にも、湯浅政明（『ケモノヅメ』『カイバ』）、磯光雄（『電脳コイル』）などにかなり早い時期に監督のチャンスを与えている。また、MAPPAの主力監督となった境宗久（『ゾンビランドサガ』）、朴性厚（『呪術廻戦』）、マッドハウス時代の直弟子である山本沙代（『ユーリ!!! on ICE』）も丸山に才能を見出された人間であり、この丸山の名伯楽としての能力がそのままアニメ制作会社としてのマッドハウスやMAPPAのパワーの源泉や躍進の原動力となっている。
手塚治虫については、「カルチャーショックを受けた人。それまで出会ったことの無い、常識の範疇では考えられない人物」「無茶苦茶な人でした。その時その時、自分が良いと思ったようにやろうとするから、昨日と今日で言うことが違う。だから指示を受ける側としては腹が立つこともあった。でもそうやって完成したものが、説得力があってものすごく面白いわけです」と回顧し、その魅力に取り付かれたせいでアニメーションの世界から抜けられなくなったと語っている。
マッドハウス初期に大きな影響を受けたクリエイターに、出崎統監督と平田敏夫監督の名前を挙げ、「スタジオの両輪だった」と語っている。
大友克洋を彼がキャラクターデザインを担当した映画『幻魔大戦』（1983年）の後でアニメの実制作に誘い、オムニバス映画『迷宮物語』の一篇「工事中止命令」でアニメ監督デビューに導いた。
梅津泰臣の『ストップ!! ひばりくん!』（1984年）の作画監督回を見てマッドハウスに引っ張り、川尻善昭のもとで『SF新世紀レンズマン』を担当させて彼のブレイクのきっかけを作った。
雨宮慶太を特撮物だけでなく日本のいろいろなエンターテインメントの中でも特別な存在であると考えており、2014年に彼の原作による特撮ドラマ『牙狼〈GARO〉』シリーズが10周年を迎える際にオファーを出し、シリーズ初のアニメ作品として『牙狼〈GARO〉-炎の刻印-』を制作した。
制作会社については「予算を守ってつくることも大事だけれど、新しいことにもチャレンジしていかなければいけないと思う」と語っている
「最初に井戸を掘った人は偉い」という考えを持ち、どんなジャンルでも最初にやった人が尊敬すべき人だと思っている。
丸山にとっての「面白い」は幅が広く、作品ごとに別の意味での面白さを感じている。それぞれの作品ごとに質が違うので、「真面目なものでもフザけたものでもそれぞれが面白ければいい」というのが丸山の基本ラインであり、ほかの会社がどんな作品をつくっているかはあまり気にならない。
自分のプロデュース作品については、「これはダメかも知れない」「企画にならないかも知れない」というよその会社で断られたような企画が自分のところに来ると「何とか形にしたい」とその気になったり、断られた理由がわかると「ならば何とかしてみせよう」とやる気になってしまったりする傾向があると分析している。
プロデューサーという立場ではあるが、本人のメディア露出は少ない。本来、取材を受けるべきは監督や絵を描く人など実際に現場で頑張っている人たちであって、基本的に縁の下にいる自分たちプロデューサーなどが自分で作品を作ったような顔をすべきではないと思っているからである。
アニメーションとはチームプレイであり、自分の世界観だけを主張する人間は一人で作業すればよいと思っている。ただし、新人だろうがベテランだろうが相手を言い負かして「自分はこうしたいんだ」というのを周りに納得させることが出来れば、自分はその人になるべく頑張ってもらい、余計なものが挟み込まれそうになったら必ずそれを排除するとも語っている。アニメの制作では、団体の総意としてどういう方向へ行くか、その幅振りや方向付けをするのが監督やプロデューサーであるが、誰かの個人的な意思が強く働くか働かないか、どの選択肢が良いかはケースバイケースで、作品によってもタイミングによっても変わるし、同じ監督であってもチームが違えばまた変わってしまうこともあり得ると考えている。
丸山が常々言っていることの一つに「魅力ある欠陥商品を作りましょう」というものがある。予算、時間、人、そしてそれぞれの組み合わせやさらなる条件の追加により、欠陥商品が生まれるのは止むを得ないし、完璧な作品などというものはできるはずがないが、お金をもらって仕事をしている以上、完璧に近づけるための努力はする。ただし、作品に必要なのはどこかに欠陥があっても「魅力がある」と思えるものかどうかということであり、だからこそ欠陥商品であることを恐れるのではなく、魅力があるかないかについてこだわるべきだと語っている。
丸山正雄の名前が「設定」としてクレジットされている場合、初期の一部の作品を除いて制作進行や設定進行が行う一般的な設定とは全く意味が異なるものである。丸山の行なう「設定」とは、大きく言えば作品の基本構成や人員配置を行なうこと。丸山自身が監督・作画監督・美術監督の三名の組み合わせを選び、作品の構成・テーマ・映像表現など作品の根幹をなすイメージを提示し、クリエイティブな面でもプロデュースすることにより、より良い作品を創作する事を意味する。初めは監督よりも前に作品全体のレールを敷き、それを監督に渡す仕事だったのが、その後、人材派遣までもやるようになった。
趣味は料理。普段の住居のほかにマンションをひと部屋持ち、そこで自分が市場で仕入れた食材を料理して人をもてなすほか、制作現場でも手料理を振る舞うことで知られている。
アニメ業界の内幕を描いたテレビアニメ『SHIROBAKO』に登場する架空のアニメスタジオ「武蔵野アニメーション」の丸川正人社長は、丸山がモデルになっている。

## 主な参加作品

### テレビアニメーション
| 年   | タイトル                                        | 監督                                                 | - | 役職                         |
| ---- | ----------------------------------------------- | ---------------------------------------------------- | - | ---------------------------- |
| 1965 | 『W3』                                          | 手塚治虫                                             |   | 演出助手                     |
| 1967 | 『リボンの騎士』                                | 手塚治虫                                             |   | 設定                         |
| 1970 | 『あしたのジョー』                              | 出﨑統                                               |   | 設定                         |
| 1972 | 『ハゼドン』                                    | 崎枕、池野文雄                                       |   | 設定                         |
| 1972 | 『ど根性ガエル』                                | 岡部英二、長浜忠夫                                   |   | 脚本                         |
| 1973 | 『エースをねらえ!』                             | 出崎統                                               |   | 脚本                         |
| 1976 | 『大空魔竜ガイキング』                          |                                                      |   | シリーズ構成                 |
| 1976 | 『ピコリーノの冒険』                            | 遠藤政治、斉藤博                                     |   | シリーズ構成                 |
| 1977 | 『ジェッターマルス』                            | りんたろう                                           |   | シリーズ構成                 |
| 1979 | 『アニメーション紀行 マルコ・ポーロの冒険』     | 藤田克彦、松村浩志、村上憲一、中村哲志、酒井和行     |   | 構成                         |
| 1989 | 『YAWARA!』                                     | ときたひろこ                                         |   | プロデューサー               |
| 1994 | 『D・N・A² 〜何処かで失くしたあいつのアイツ〜』 | 坂田純一                                             |   | プロデューサー               |
| 1998 | 『MASTERキートン』                              | 小島正幸                                             |   | プロデューサー               |
| 1998 | 『TRIGUN』                                      | 西村聡                                               |   | 企画                         |
| 1998 | 『スーパードール★リカちゃん』                   | 杉井ギサブロー                                       |   | アニメーションプロデューサー |
| 1999 | 『アレクサンダー戦記』                          | 兼森義則、りんたろう                                 |   | プロデューサー               |
| 1999 | 『十兵衛ちゃん -ラブリー眼帯の秘密-』           | 大地丙太郎                                           |   | プロデューサー               |
| 1999 | 『Petshop of Horrors』                          | 平田敏夫                                             |   | 企画                         |
| 1999 | 『Bビーダマン爆外伝V』                          | 川瀬敏文                                             |   | 企画プロデューサー           |
| 2000 | 『ブギーポップは笑わない Boogiepop Phantom』    | 渡部高志                                             |   | プロデューサー               |
| 2000 | 『サクラ大戦TV』                                | 中村隆太郎                                           |   | プロデューサー               |
| 2000 | 『風まかせ月影蘭』                              | 大地丙太郎                                           |   | 企画                         |
| 2000 | 『陽だまりの樹』                                | 杉井ギサブロー                                       |   | プロデューサー               |
| 2000 | 『はじめの一歩』                                | 西村聡                                               |   | プロデューサー               |
| 2001 | 『魔法少女猫たると』                            | 須永司                                               |   | 企画協力                     |
| 2001 | 『チャンス〜トライアングルセッション〜』        | 工藤進                                               |   | 企画                         |
| 2002 | 『ぱにょぱにょデ・ジ・キャラット』              | 高柳滋仁                                             |   | エグゼクティブプロデューサー |
| 2002 | 『ドラゴンドライブ』                            | 川瀬敏文                                             |   | 企画プロデューサー           |
| 2002 | 『ぴたテン』                                    | 川瀬敏文、佐藤雄三                                   |   | 企画                         |
| 2002 | 『ちょびっツ』                                  | 浅香守生                                             |   | 企画                         |
| 2002 | 『アクエリアンエイジ Sign for Evolution』       | 大橋誉志光                                           |   | 企画                         |
| 2002 | 『炎の蜃気楼』                                  | 工藤進                                               |   | 制作プロデューサー           |
| 2002 | 『りぜるまいん』                                | 松村やすひろ                                         |   | プロデューサー               |
| 2002 | 『花田少年史』                                  | 小島正幸                                             |   | プロデューサー               |
| 2002 | 『アベノ橋魔法☆商店街』                         | 山賀博之                                             |   | アニメーションプロデューサー |
| 2003 | 『TEXHNOLYZE』                                  | 浜崎博嗣                                             |   | エグゼクティブプロデューサー |
| 2003 | 『獣兵衛忍風帖 龍宝玉篇』                       | 佐藤竜雄                                             |   | 企画                         |
| 2003 | 『GUNSLINGER GIRL』                             | 浅香守生                                             |   | 企画                         |
| 2003 | 『ガングレイヴ』                                | 都留稔幸                                             |   | 企画                         |
| 2003 | 『デ・ジ・キャラットにょ』                      | 桜井弘明                                             |   | 企画プロデューサー           |
| 2003 | 『無人惑星サヴァイヴ』                          | 矢野雄一郎                                           |   | 企画プロデューサー           |
| 2004 | 『天上天下』                                    | 川瀬敏文                                             |   | プロデューサー               |
| 2004 | 『ごくせん』                                    | 佐藤雄三                                             |   | プロデューサー               |
| 2004 | 『スウィート・ヴァレリアン』                    | 桜井弘明                                             |   | 企画                         |
| 2004 | 『MONSTER』                                     | 小島正幸                                             |   | プロデューサー               |
| 2004 | 『十兵衛ちゃん2 -シベリア柳生の逆襲-』          | 大地丙太郎                                           |   | 企画                         |
| 2004 | 『妄想代理人』                                  | 今敏                                                 |   | 企画                         |
| 2004 | 『BECK』                                        | 小林治                                               |   | 企画                         |
| 2005 | 『いちご100%』                                  | 関田修                                               |   | 企画                         |
| 2005 | 『Paradise Kiss』                               | 小林治                                               |   | プロデューサー               |
| 2005 | 『おくさまは女子高生』                          | 宍戸淳                                               |   | 企画                         |
| 2005 | 『闘牌伝説アカギ 〜闇に舞い降りた天才〜』       | 佐藤雄三                                             |   | プロデューサー               |
| 2006 | 『NANA』                                        | 浅香守生                                             |   | プロデューサー               |
| 2006 | 『Strawberry Panic』                            | 迫井政行                                             |   | 企画                         |
| 2006 | 『彩雲国物語』                                  | 宍戸淳                                               |   | アニメーションプロデューサー |
| 2006 | 『夢使い』                                      | やまざきかずお                                       |   | 企画                         |
| 2006 | 『BLACK LAGOON』                                | 片渕須直                                             |   | 企画                         |
| 2006 | 『ケモノヅメ』                                  | 湯浅政明                                             |   | 企画                         |
| 2006 | 『太陽の黙示録』                                | 小島正幸                                             |   | 企画                         |
| 2006 | 『DEATH NOTE』                                  | 荒木哲郎                                             |   | プロデューサー               |
| 2006 | 『おとぎ銃士 赤ずきん』                         | 石山タカ明                                           |   | 企画                         |
| 2006 | 『牙 -KIBA-』                                   | 神志那弘志                                           |   | 企画                         |
| 2006 | 『TOKYO TRIBE2』                                | 佐藤竜雄                                             |   | 企画                         |
| 2007 | 『大江戸ロケット』                              | 水島精二                                             |   | 企画                         |
| 2007 | 『怪物王女』                                    | 迫井政行                                             |   | 企画                         |
| 2007 | 『Devil May Cry』                               | 板垣伸                                               |   | 企画                         |
| 2007 | 『シグルイ』                                    | 浜崎博嗣                                             |   | 企画                         |
| 2007 | 『CLAYMORE』                                    | 田中洋之                                             |   | プロデューサー               |
| 2007 | 『電脳コイル』                                  | 磯光雄                                               |   | アニメーションプロデューサー |
| 2007 | 『逆境無頼カイジ』                              | 佐藤雄三                                             |   | 企画                         |
| 2007 | 『魔人探偵脳噛ネウロ』                          | 神志那弘志                                           |   | 企画                         |
| 2007 | 『メイプルストーリー』                          | 石山タカ明                                           |   | 企画                         |
| 2007 | 『もっけ』                                      | 西田正義                                             |   | 企画                         |
| 2008 | 『仮面のメイドガイ』                            | 迫井政行                                             |   | 企画                         |
| 2008 | 『チーズスイートホーム』                        | 増原光幸                                             |   | 企画                         |
| 2008 | 『アリソンとリリア』                            | 西田正義                                             |   | 企画                         |
| 2008 | 『秘密 〜The Revelation〜』                     | 青山弘                                               |   | 企画                         |
| 2008 | 『カイバ』                                      | 湯浅政明                                             |   | 企画                         |
| 2008 | 『ウルトラヴァイオレット:コード044』            | 出崎統                                               |   | 企画                         |
| 2008 | 『魍魎の匣』                                    | 中村亮介                                             |   | 企画                         |
| 2008 | 『ONE OUTS -ワンナウツ-』                       | 佐藤雄三                                             |   | 企画                         |
| 2008 | 『カオス;ヘッド -CHAOS;HEAD-』                  | 石山タカ明                                           |   | 企画                         |
| 2008 | 『キャシャーン Sins』                           | 山内重保                                             |   | 企画                         |
| 2008 | 『黒塚 -KUROZUKA-』                             | 荒木哲郎                                             |   | 企画                         |
| 2008 | 『スティッチ!』                                 | 波多正美                                             |   | 企画                         |
| 2009 | 『はじめの一歩 New Challenger』                 | 宍戸淳                                               |   | 企画                         |
| 2009 | 『RIDEBACK -ライドバック-』                     | 高橋敦史                                             |   | 企画                         |
| 2009 | 『NEEDLESS』                                    | 迫井政行                                             |   | 企画                         |
| 2009 | 『青い文学シリーズ』                            | 浅香守生、荒木哲郎、宮繁之、中村亮介、いしづかあつこ |   | 企画                         |
| 2009 | 『こばと。』                                    | 増原光幸                                             |   | 企画                         |
| 2009 | 『スティッチ! 〜いたずらエイリアンの大冒険〜』  | 波多正美                                             |   | 企画                         |
| 2010 | 『RAINBOW-二舎六房の七人-』                     | 神志那弘志                                           |   | 企画                         |
| 2010 | 『アイアンマン』                                | 佐藤雄三                                             |   | 企画                         |
| 2011 | 『ウルヴァリン』                                | 青山弘                                               |   | 企画                         |
| 2011 | 『SUPERNATURAL: THE ANIMATION』                 | 宮繁之、いしづかあつこ                               |   | エグゼクティブプロデューサー |
| 2011 | 『X-MEN』                                       | 木﨑文智                                             |   | 企画                         |
| 2011 | 『逆境無頼カイジ 破戒録篇』                     | 佐藤雄三                                             |   | 企画                         |
| 2011 | 『ブレイド』                                    | 増原光幸                                             |   | 企画                         |
| 2011 | 『HUNTER×HUNTER』                               | 神志那弘志                                           |   | クリエイティブプロデューサー |
| 2011 | 『ちはやふる』                                  | 浅香守生                                             |   | クリエイティブプロデューサー |
| 2012 | 『坂道のアポロン』                              | 渡辺信一郎                                           |   | クリエイティブプロデューサー |
| 2013 | 『ちはやふる2』                                 | 浅香守生                                             |   | クリエイティブプロデューサー |
| 2013 | 『はじめの一歩 Rising』                         | 宍戸淳、西村聡                                       |   | クリエイティブプロデューサー |
| 2014 | 『残響のテロル』                                | 渡辺信一郎                                           |   | 制作統括                     |
| 2014 | 『牙狼-GARO- -炎の刻印-』                       | 林祐一郎                                             |   | クリエイティブプロデューサー |
| 2014 | 『神撃のバハムート GENESIS』                    | さとうけいいち                                       |   | 制作統括                     |
| 2015 | 『パンチライン』                                | 上村泰                                               |   | 制作統括                     |
| 2015 | 『うしおととら』                                | 西村聡                                               |   | クリエイティブプロデューサー |
| 2015 | 『牙狼 -紅蓮ノ月-』                             | 若林厚史                                             |   | クリエイティブプロデューサー |
| 2017 | 『鬼平』                                        | 宮繁之                                               |   | クリエイティブプロデューサー |
| 2018 | 『からくりサーカス』                            | 西村聡                                               |   | クリエイティブプロデューサー |

### OVA・短編
| 年   | タイトル                                                        | 監督                         | - | 役職                                    |
| ---- | --------------------------------------------------------------- | ---------------------------- | - | --------------------------------------- |
| 1986 | 『傷追い人』                                                    | 竹内啓雄                     |   | 設定                                    |
| 1987 | 『X電車で行こう』                                               | りんたろう                   |   | 設定プロデューサー                      |
| 1987 | 『JUNK BOY』                                                    | 山田勝久                     |   | プロデューサー                          |
| 1987 | 『火の鳥 ヤマト編』                                             | 平田敏夫                     |   | プロデューサー                          |
| 1987 | 『火の鳥 宇宙編』                                               | 川尻善昭                     |   | プロデューサー                          |
| 1989 | 『MIDNIGHT EYE ゴクウ』                                         | 川尻善昭                     |   | 設定                                    |
| 1990 | 『ロードス島戦記』                                              | 永丘昭典                     |   | プロデューサー                          |
| 1990 | 『電脳都市OEDO808』                                             | 川尻善昭                     |   | 企画                                    |
| 1990 | 『NINETEEN 19』                                                 | 千明孝一                     |   | プロデューサー                          |
| 1991 | 『アニメ交響詩ジャングル大帝』                                  | 平田敏夫                     |   | プロデューサー                          |
| 1992 | 『OZ』                                                          | 山田勝久                     |   | 設定                                    |
| 1992 | 『絶愛-1989-』                                                  | 遠藤卓司                     |   | プロデューサー                          |
| 1992 | 『ダウンロード 南無阿弥陀仏は愛の詩』                           | りんたろう                   |   | プロデューサー                          |
| 1993 | 『お江戸はねむれない!』                                         | 千明孝一                     |   | プロデューサー                          |
| 1993 | 『人魚の傷』                                                    | 浅香守生                     |   | 企画                                    |
| 1993 | 『銃夢』                                                        | 福冨博                       |   | 制作プロデューサー                      |
| 1994 | 『CLAMP IN WONDERLAND』                                         | 浅香守生                     |   | 制作プロデューサー                      |
| 1994 | 『真・孔雀王』                                                  | りんたろう                   |   | 制作プロデューサー                      |
| 1994 | 『幽幻怪社』                                                    | 千明孝一、浅香守生、遠藤卓司 |   | 企画                                    |
| 1996 | 『鉄腕バーディー』                                              | 川尻善昭                     |   | プロデューサー                          |
| 1996 | 『ワイルドアームズ』（ゲーム）オープニングムービー              |                              |   | アニメーション&ビジュアルプロデューサー |
| 1997 | 『サイコダイバー 魔性菩薩』                                     | 神戸守                       |   | 企画・プロデューサー                    |
| 1998 | 『支配者の黄昏 TWILIGHT OF THE DARK MASTER』                    | 新房昭之                     |   | プロデューサー                          |
| 2002 | 『TRAVA-FIST PLANET episode 1』                                 | 小池健、石井克人             |   | プロデューサー                          |
| 2003 | 『はじめの一歩 間柴vs木村 死刑執行』                            | 難波日登志                   |   | プロデューサー                          |
| 2007 | 『茄子 スーツケースの渡り鳥』                                   | 高坂希太郎                   |   | 企画                                    |
| 2011 | 『明治 果汁グミ Tweet Love Story 「メグミとタイヨウ」』（TVCM） | りんたろう                   |   | アニメーションプロデューサー            |
| 2012 | 『古町と団五郎』シリーズ（新潟市PRアニメーション）              | 阿部恒                       |   | プロデューサー                          |

### 劇場アニメーション
| 年   | タイトル                                          | 監督                            | - | 役職                             |
| ---- | ------------------------------------------------- | ------------------------------- | - | -------------------------------- |
| 1981 | 『夏への扉』                                      | 真崎守                          |   | 設定                             |
| 1982 | 『浮浪雲』                                        | 真崎守                          |   | 設定                             |
| 1983 | 『ユニコ 魔法の島へ』                             | 村野守美                        |   | 設定                             |
| 1983 | 『はだしのゲン』                                  | 真崎守                          |   | 設定                             |
| 1983 | 『幻魔大戦』                                      | りんたろう                      |   | 設定                             |
| 1984 | 『SF新世紀レンズマン』                            | 広川和之、川尻善昭              |   | プロデューサー                   |
| 1985 | 『カムイの剣』                                    | りんたろう                      |   | 設定・プロデューサー             |
| 1985 | 『ボビーに首ったけ』                              | 平田敏夫                        |   | プロデューサー                   |
| 1986 | 『時空の旅人』                                    | 真崎守                          |   | プロデューサー                   |
| 1986 | 『迷宮物語』                                      | りんたろう、 川尻善昭、大友克洋 |   | 構成・プロデューサー             |
| 1986 | 『火の鳥 鳳凰編』                                 | りんたろう                      |   | プロデューサー                   |
| 1987 | 『はだしのゲン2』                                 | 真崎守                          |   | 設定                             |
| 1987 | 『ほえろブンブン』                                | 大町繁                          |   | プロデューサー                   |
| 1987 | 『妖獣都市』                                      | 川尻善昭                        |   | 設定                             |
| 1987 | 『ゴキブリたちの黄昏』                            | 吉田博昭                        |   | プロデューサー                   |
| 1988 | 『銀河英雄伝説 わが征くは星の大海』               | 石黒昇                          |   | アニメーション制作プロデューサー |
| 1993 | 『獣兵衛忍風帖』                                  | 川尻善昭                        |   | 制作プロデューサー               |
| 1995 | 『アンネの日記』                                  | 永丘昭典                        |   | プロデューサー                   |
| 1997 | 『PERFECT BLUE』                                  | 今敏                            |   | 制作プロデューサー               |
| 1999 | 『劇場版カードキャプターさくら』                  | 浅香守生                        |   | 企画                             |
| 2000 | 『バンパイアハンターD』                           | 川尻善昭                        |   | プロデューサー                   |
| 2000 | 『劇場版カードキャプターさくら 封印されたカード』 | 浅香守生                        |   | 企画                             |
| 2000 | 『PARTY7』                                        | 小池健（アニメーション）        |   | アニメーションプロデューサー     |
| 2001 | 『メトロポリス』                                  | りんたろう                      |   | 企画                             |
| 2002 | 『WXIII 機動警察パトレイバー』                    | 遠藤卓司                        |   | アニメーションプロデューサー     |
| 2002 | 『千年女優』                                      | 今敏                            |   | 企画                             |
| 2003 | 『茄子 アンダルシアの夏』                         | 高坂希太郎                      |   | プロデューサー                   |
| 2004 | 『茶の味』                                        | 小池健（アニメーション）        |   | アニメーションプロデューサー     |
| 2006 | 『パプリカ』                                      | 今敏                            |   | 企画                             |
| 2006 | 『時をかける少女』                                | 細田守                          |   | 企画                             |
| 2007 | 『Highlander: The Search for Vengeance』          | 川尻善昭                        |   | Co-Producer                      |
| 2007 | 『ピアノの森』                                    | 小島正幸                        |   | 企画                             |
| 2007 | 『シナモン the Movie』                            | 杉井ギサブロー                  |   | 企画                             |
| 2007 | 『ねずみ物語 〜ジョージとジェラルドの冒険〜』     | 波多正美                        |   | 企画                             |
| 2008 | 『HELLS ANGELS』                                  | 山川吉樹                        |   | 企画                             |
| 2009 | 『サマーウォーズ』                                | 細田守                          |   | 企画                             |
| 2009 | 『マイマイ新子と千年の魔法』                      | 片渕須直                        |   | 企画                             |
| 2010 | 『TRIGUN Badlands Rumble』                        | 西村聡                          |   | 企画                             |
| 2010 | 『REDLINE』                                       | 小池健                          |   | 企画                             |
| 2011 | 『とある飛空士への追憶』                          | 宍戸淳                          |   | 企画                             |
| 2012 | 『チベット犬物語 〜金色のドージェ〜』             | 小島正幸                        |   | 企画                             |
| 2012 | 『おおかみこどもの雨と雪』                        | 細田守                          |   | スペシャルサポーターズ           |
| 2013 | 『劇場版 HUNTER×HUNTER 緋色の幻影』               | 佐藤雄三                        |   | クリエイティブプロデューサー     |
| 2016 | 『この世界の片隅に』                              | 片渕須直                        |   | 企画                             |
| 2018 | 『薄墨桜 -GARO-』                                 | 西村聡                          |   | クリエイティブプロデューサー     |
| 2019 | 『この世界の（さらにいくつもの）片隅に』          | 片渕須直                        |   | 企画                             |

## 受賞歴
- 第23回藤本賞奨励賞
- 第7回アニメーション神戸特別賞[45]

## その他の活動
- JUNK BOY - 1987年にマッドハウスによりアニメ化された際にゲスト声優を務める。